# Rukozo
Rukozo (Kinyarwanda Umurenge wa Rukozo) ist einer von 17 Sektoren im Distrikt Rulindo in der Nordprovinz von Ruanda.

## Geographie
Rukozo hat eine Fläche von 20,3 km² und liegt auf einer Höhe von etwa 1960 m. Der Sektor unterteilt sich in die vier Zellen Buraro, Bwimo, Mberuka und Mbuye. Nachbarsektoren sind im Norden Ruhunde, im Osten Miyove, im Süden Kinihira, im Westen Base und im Nordwesten Cyungo.

## Bevölkerung
Nach der Volkszählung von 2022 betrug die Einwohnerzahl 17.021 Einwohner. Zehn Jahre zuvor waren es 15.023, was einem jährlichen Bevölkerungszuwachs von 1,3 Prozent zwischen 2012 und 2022 entspricht.

## Verkehr
Durch den Sektor verläuft eine Stand 2022 nicht asphaltierte District Road.